# Leptogenys langi
Leptogenys langi är en myrart som beskrevs av Wheeler 1923. Leptogenys langi ingår i släktet Leptogenys och familjen myror. Inga underarter finns listade i Catalogue of Life.

## Bildgalleri

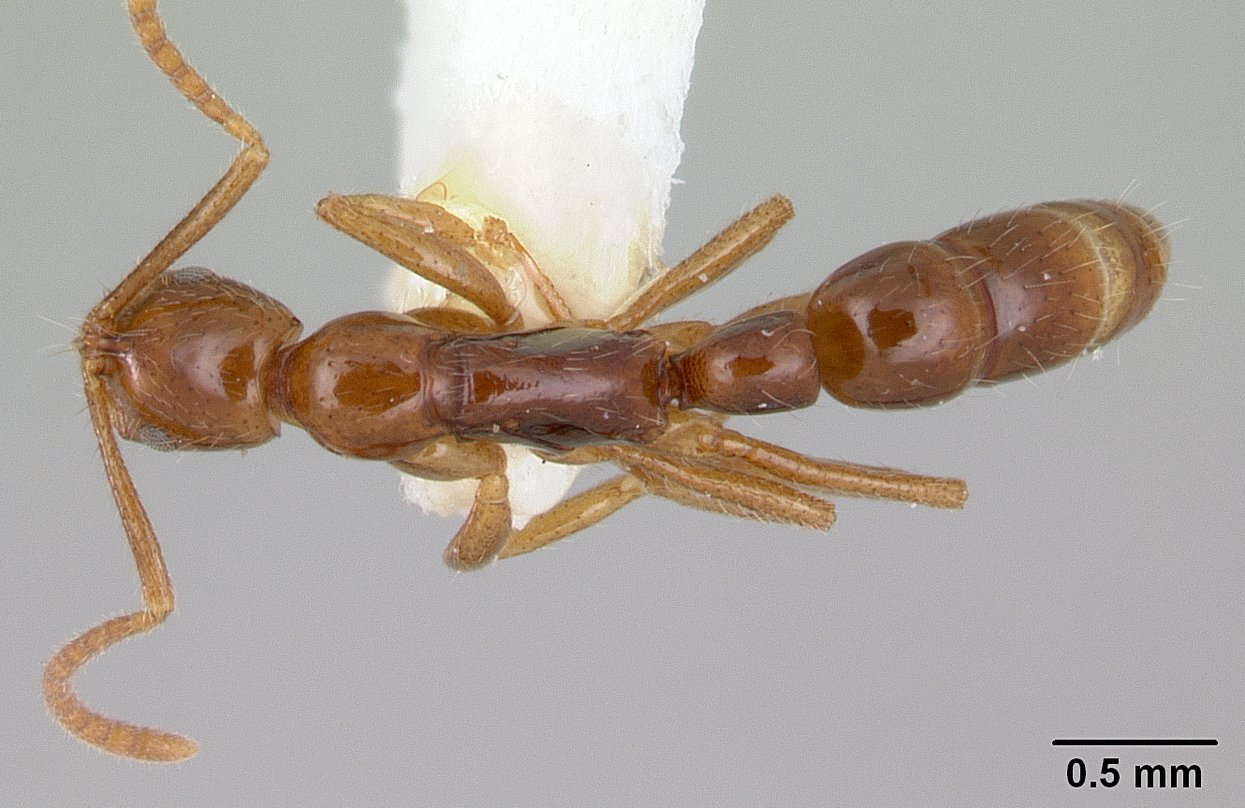
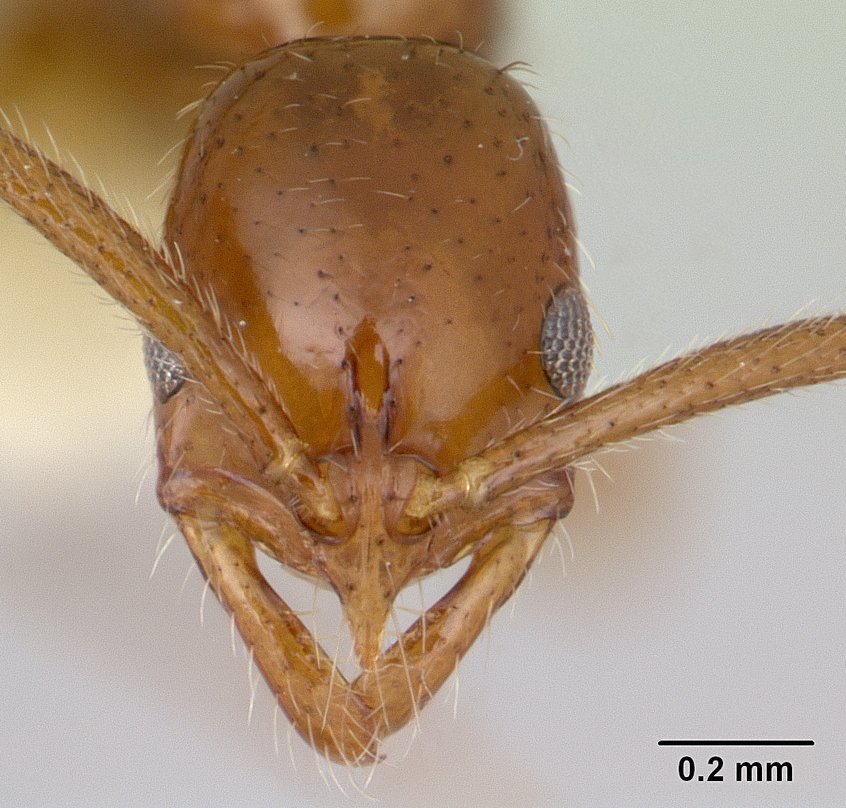
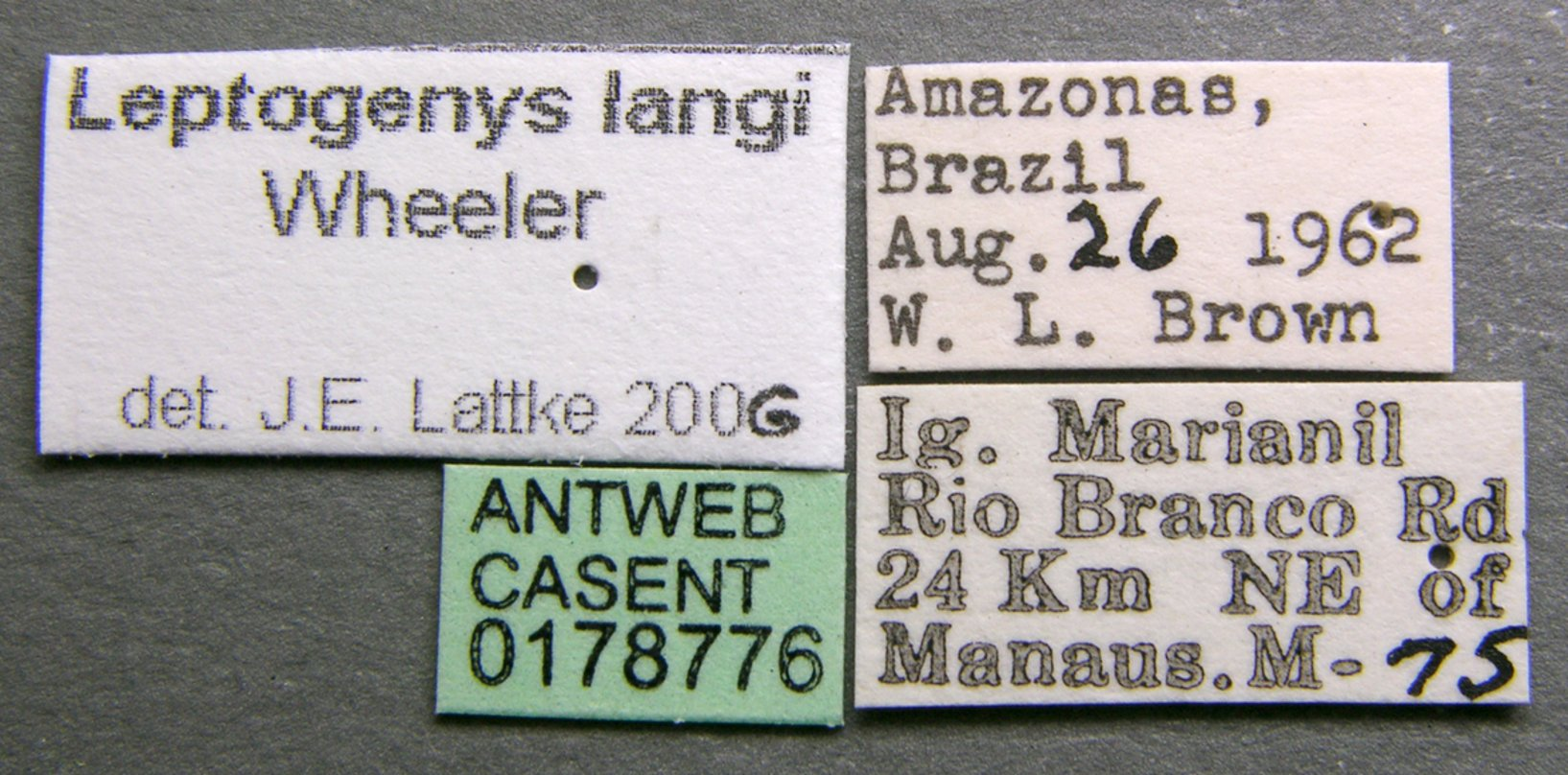
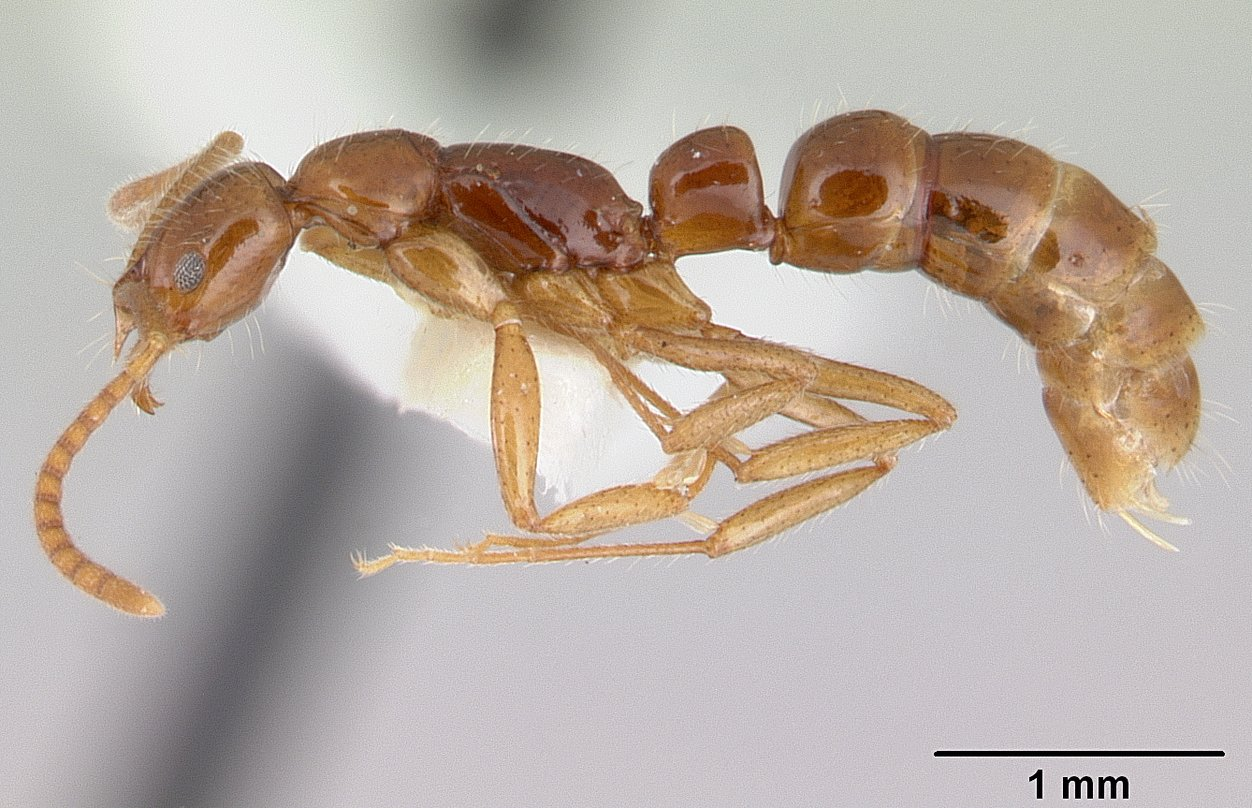